# Herrloh
Der Herrloh bei Winterberg im nordrhein-westfälischen Hochsauerlandkreis ist eine 734 m ü. NHN hohe Erhebung des Winterberger Hochlandes im Rothaargebirge.

## Geographie

### Lage
Der Herrloh liegt im Hochsauerland innerhalb des nordöstlichen Zentrums vom Rothaargebirge im Naturpark Sauerland-Rothaargebirge. Sein Gipfel erhebt sich etwa 650 m nordöstlich von jenem des Poppenbergs (745,8 m) und 900 m westnordwestlich vom Zentrum der Winterberger Kernstadt.

### Naturräumliche Zuordnung
Der Herrloh zählt in der naturräumlichen Haupteinheitengruppe Süderbergland (Nr. 33), in der Haupteinheit Rothaargebirge (mit Hochsauerland) (333) und in der Untereinheit Winterberger Hochland (333.5) zum Naturraum Harfeld (Winterberger Hochmulde) (333.56).

### Rhein-Weser-Wasserscheide
Über den Herrloh verläuft die langgestreckte Rhein-Weser-Wasserscheide: Während westlich die Büre als Zufluss der Namenlose fließt, deren Wasser durch Neger und Ruhr dem Rhein zustrebt, entspringen südöstlich in Winterberg die Helle, deren Wasser durch die Orke, Eder und Fulda in die Weser mündet, und etwas ostsüdöstlich davon der Eder-Zufluss Nuhne.

## Schutzgebiete
Die Nordflanke des Herrlohs fällt in das Naturschutzgebiet Namenlose-Talsystem (CDDA-Nr. 389837; 2008 ausgewiesen; 89 ha groß) und zum dortigen Fauna-Flora-Habitat-Gebiet Bergwiesen bei Winterberg (FFH-Nr. 4717-305; 4,87 km²) ab. Auf dem Berg befindet sich ein Bereich des Landschaftsschutzgebiets Teilgebiet der Stadt Winterberg (CDDA-Nr. 325127; 75,33 km²).

## Landwehr im Astengebiet
Vom Dumel über die Lanfert (= Landwehr), den Rauhen Busch (Buche in Winterberg; Naturdenkmal), den Herrloh bis zum Hubertushof zog sich ein Teil der heute kaum noch erhaltenen Landwehr im Astengebiet. Sie war eine spätmittelalter- und frühneuzeitliche Befestigungsanlage im Gebiet um den Kahlen Asten, die besonders dem Schutz von Winterberg gegen die Täler von Neger und Ruhr diente.

## Wintersport und Wandern
Auf dem Herrloh liegt ein Teil des Skigebiets Skiliftkarussell Winterberg mit Loipen und drei Skiliften und angegliederten Skipisten. Zudem stehen dort die St.-Georg-Schanze (Südwestflanke) und vier Mattenschanzen (Nordwestflanke). Über seine Südflanke führt mit dem Rothaarsteig ein besonders über den Hauptkamm des Rothaargebirges verlaufender Fernwanderweg.

## Herrlohtunnel
Durch den Herrloh verläuft seit seiner Fertigstellung im Jahr 1995 im Rahmen eines gemeinsamen Abschnitts der Bundesstraßen 236 und 480 als Teil der Winterberger Umgehungsstraße der 168 m lange Herrlohtunnel.